# Atriplex spinibractea
Atriplex spinibractea là loài thực vật có hoa thuộc họ Dền. Loài này được R.H.Anderson mô tả khoa học đầu tiên năm 1930.